# Somotillo
Somotillo é um município da Nicarágua, situado no departamento de Chinandega. Tem 725 km² de área e sua população em 2020 foi estimada em 33.723 habitantes.